# Церква Різдва Пресвятої Богородиці (Львів)
Це́рква Різдва́ Пресвято́ї Богоро́диці — греко-католицький храм у Сихівському районі міста Львова.

## Історія
17 квітня 1990 року було посвячено камінь під будівництво церкви. Першим настоятелем громади було призначено єромонаха Студійського Уставу Василя Вороновського. Невдовзі біля посвяченого каменю було зведено тимчасову капличку, перша відправа у якій відбулася 21 вересня 1991 року. Згодом новим настоятелем Церкви було призначено отця Євгена Бойка. В цей час було засновано Вівтарну та Марійську Дружини.
З метою побудови церкви було проведено виставку-конкурс проектів храму. Серед різноманітних варіантів переміг проект канадського архітектора українського походження Радослава Жука. Конструкція передбачала виконання робіт значною кількістю некваліфікованих працівників із метою залучення до будівництва добровольців, мешканців мікрорайону.
У квітні 1994 року адміністратором парафії було призначено отця Ореста Фредину і вже з 1995 року розпочалася будова храму Різдва Пресвятої Богородиці.
8 жовтня 2000 року новий храм посвятив єпископ-помічник Львівський — владика Любомир Гузар.
26 червня 2001 року біля новозбудованого храму відбулася зустріч Папи Римського Івана Павла II з молоддю, яка зібрала близько пів мільйона людей. З того часу площу біля храму Різдва Пресвятої Богородиці назвали іменем Івана Павла II.
28 вересня 2007 року біля церкви відбулося урочисте закладання скверу імені Івана Павла II.
У 2009 році за результатами опитування 100 львівських архітекторів, проведеного архітекторами Богданом Черкесом та Антоном Коломойцевим, храм визнано найкращим зразком сучасної архітектури Львова.
26 червня 2011 року біля храму з нагоди десятиліття з дня візиту до храму Блаженного Івана Павла II відбулася урочиста Архієрейська Божественна літургія очолювана Блаженнішим Патріархом УГКЦ Святославом Шевчуком.
Указом Президента України № 1079/2011 від 29 листопада 2011 року Радославу Жуку, Зеновію Підлісному (посмертно), Святославу Владиці, Оресту Фредині за архітектуру храму присуджено Державну премію України в галузі архітектури.
Перед храмом встановлено пам'ятник Іванові Павлові II, подарований Лео Молом.
19 березня 2022 року до храму привезли копію фіґури Діви Марії Фатімської з міста Фатіма у Португалії. Священнослужителі розповідають, що молитва біля цієї фіґури допоможе захистити Україну, бо образ святої явився людям у Фатімі при схожих обставинах. Пробуде ця статуя у храмі до 15 квітня 2022 року.

## Галерея

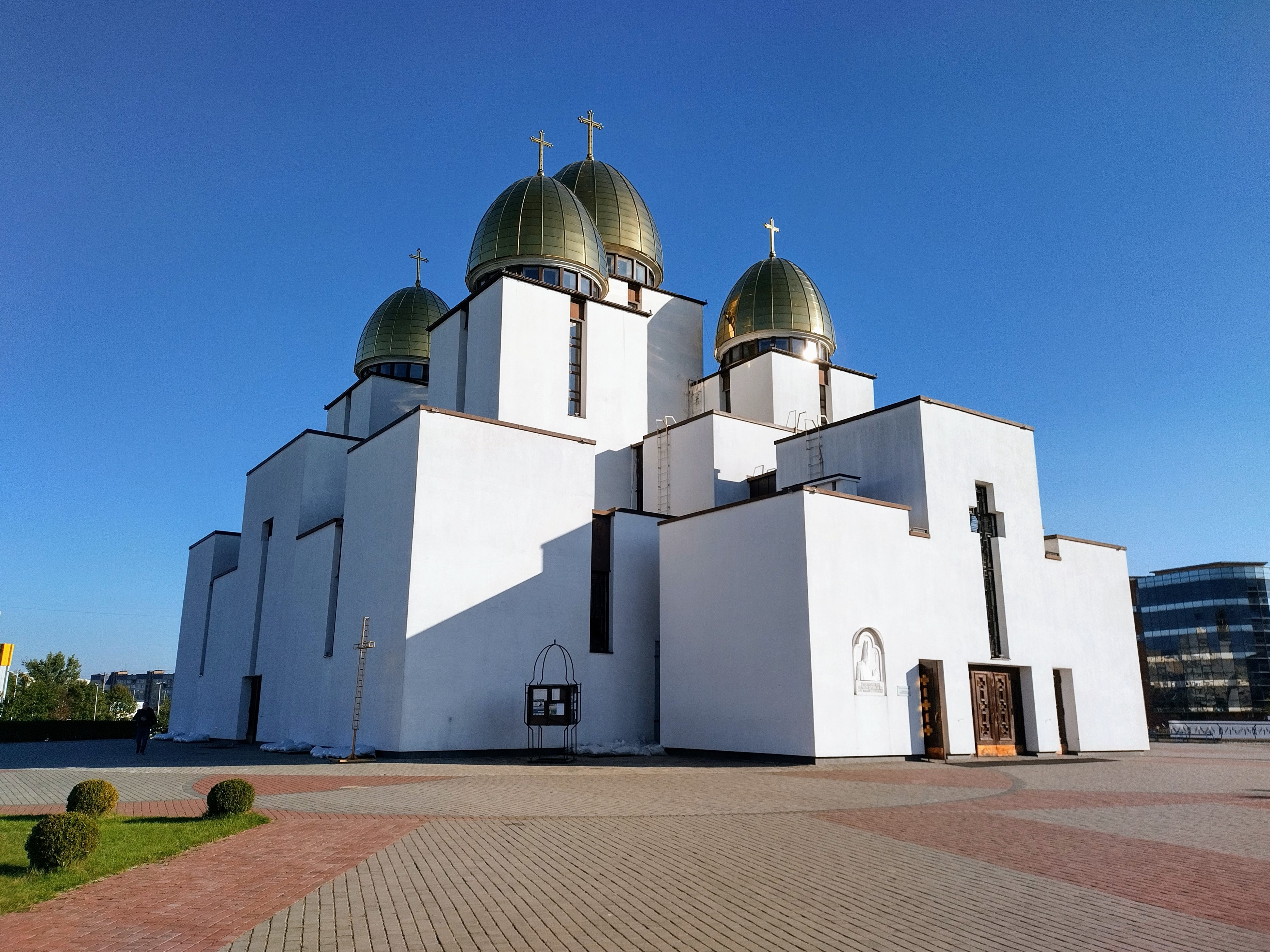
Кутовий вигляд
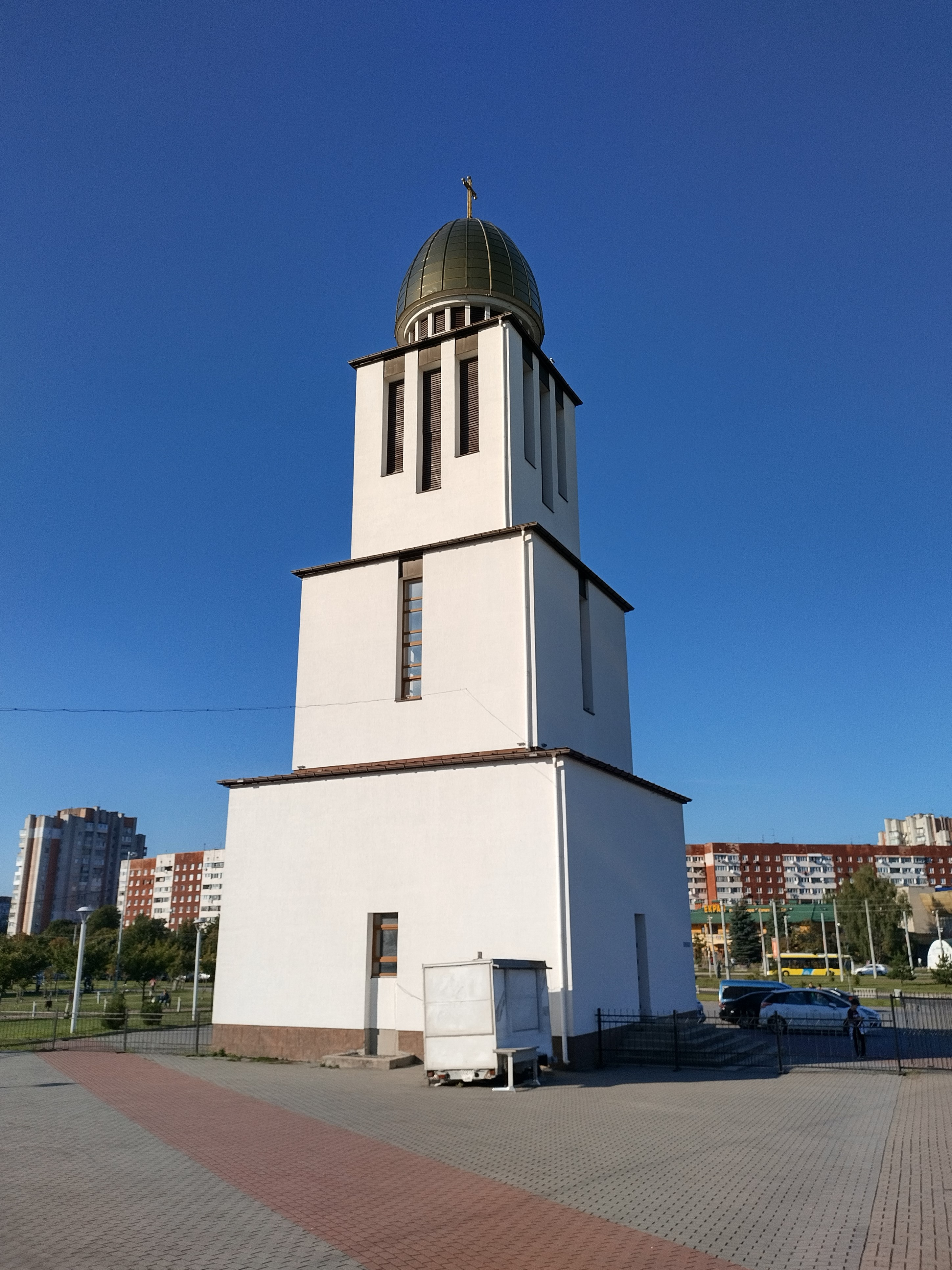
Дзвіниця
Головний вівтар
Внутрішній інтер'єр
Стінопис куполу
Стінопис куполу
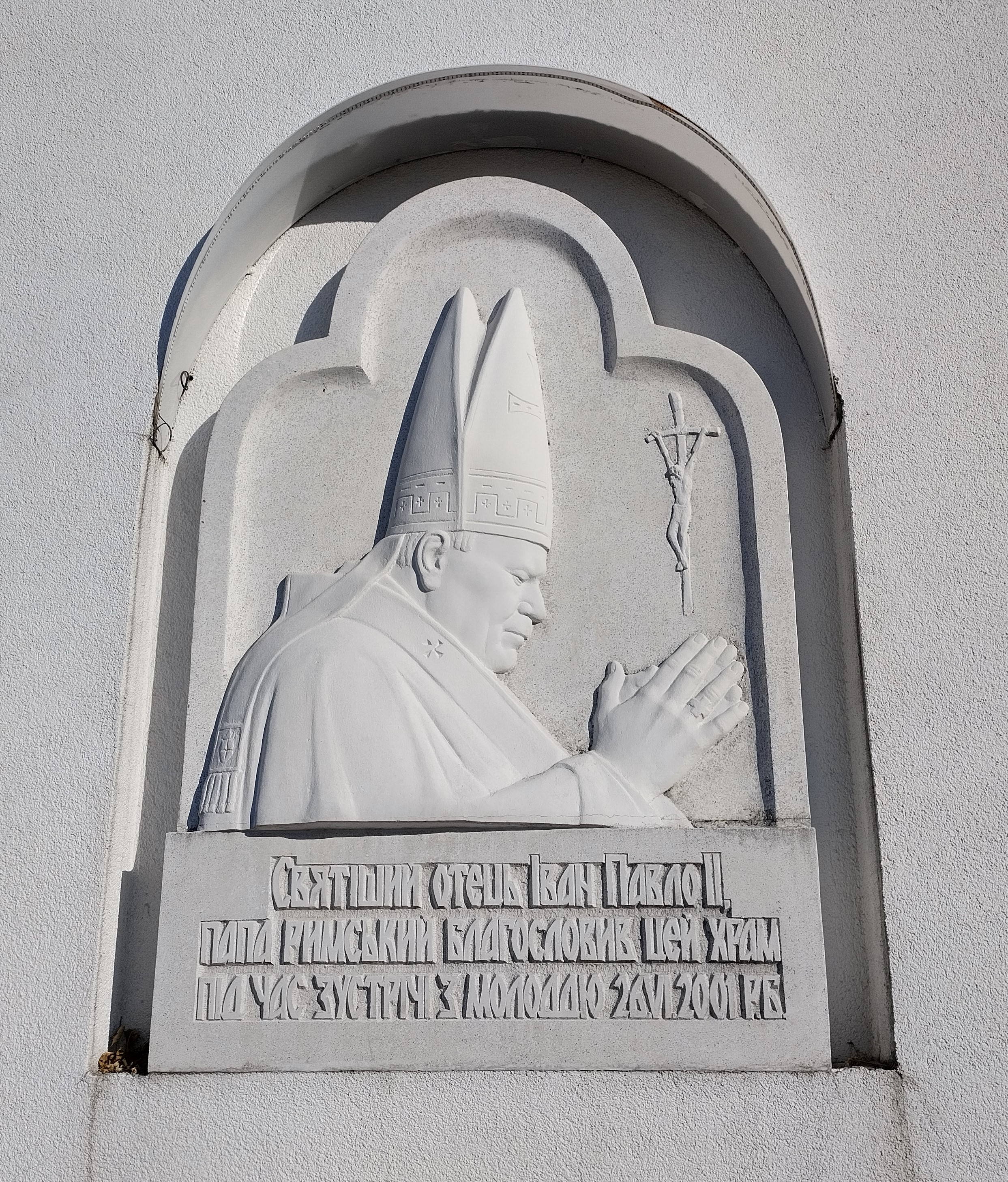
Меморіальна таблиця на честь Івана Павла II
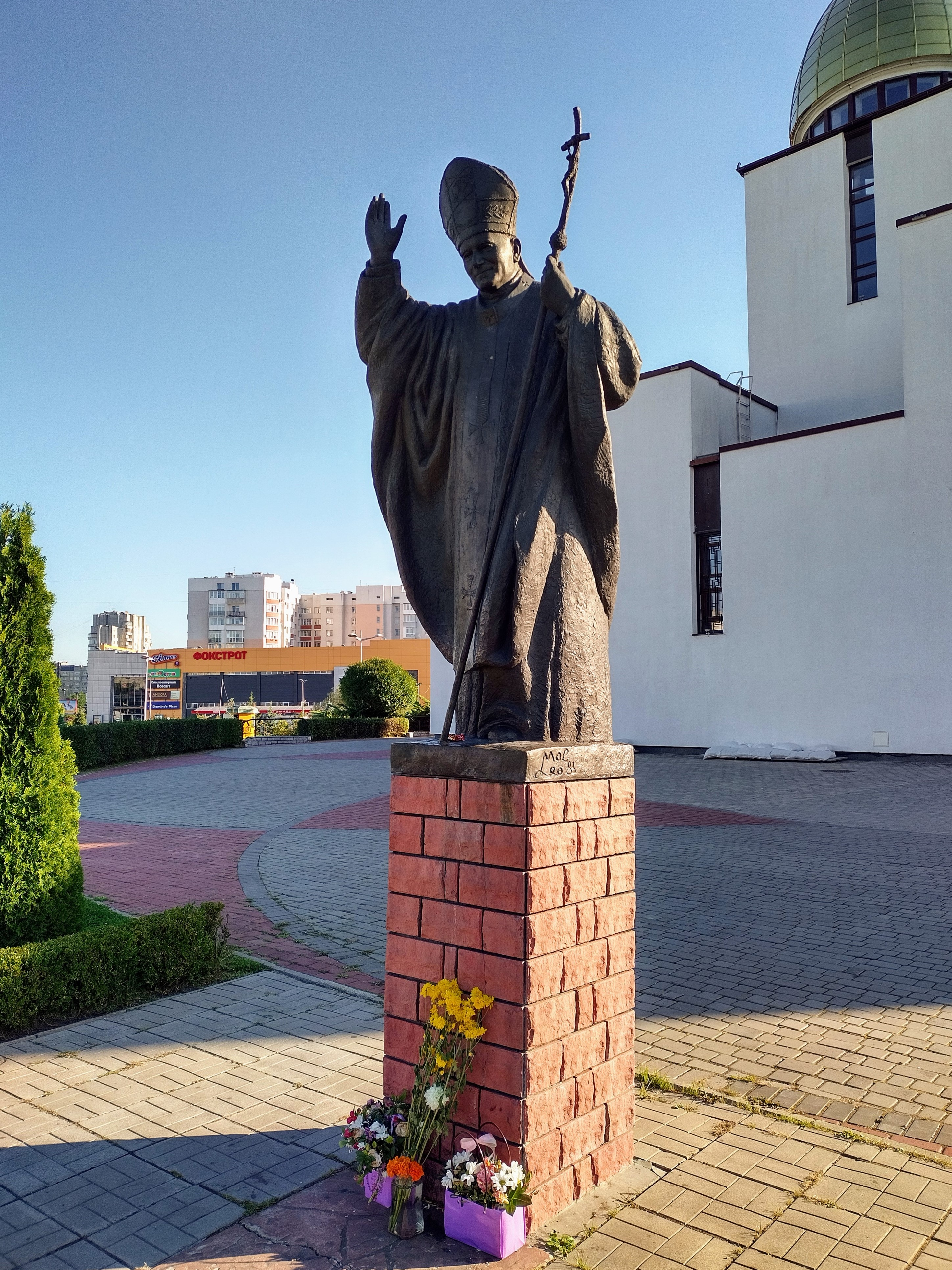
Пам'ятник Івану Павлу II